# Rezistența cehă în Al Doilea Război Mondial
Rezistența cehă în al doilea război mondial este un subiect care nu este încă cunoscut complet, în principal datorită puținătății documentelor dar și a eficienței poliției germane, care a reușit să împiedice multe acte de rezistență sau a anihilat organizațiile de luptă cehă. În primele zile ale războiului, populația cehă a participat la boicotarea transporturilor publice și au fost chemări sporadice la proteste de masă. 

## Analiză istorică
Istoricul Radomír V. Luža a împărțit rezistența cehă în două faze distincte. În prima fază, care a durat până în 1942, mișcarea de rezistență s-a concentrat pe crearea unor rețele de informații militare, mici acte de sabotaj și diseminarea de informații. După lichidarea acestei mișcări de rezistență, s-a manifestat o a doua fază la sfârșitul anului 1944 în cadrul unui val de insurecții populare din întreaga Europă Centrală și Răsăriteană. Această fază a fost caracterizată prin acțiuni mult mai diversificate, având sprijinul moral al avansării aliaților din vest și est. (Vedeți și: Ocupația Cehoslovaciei).
După cum afirmă istoricul ceh Vojtěch Mastný, germanii au folosit puține trupe de ocupație în Protectoratul Boemiei și Moraviei (așa cum era numită Cehia în acele vremuri) deoarece „comportarea populației nu a justificat niciodată o creștere substanțială a efectivelor înarmate”. Concluzia finală a analizei sale în lucrarea Cehii sub dominația nazistă: eșecul rezistenței naționale este aceea că: „cehii nu au reușit să opună autorităților naziste o rezistență eficientă. Până în 1942, mișcarea de rezistență a fost distrusă, nejucând un rol semnificativ până la sfârșitul războiului”.

## Consolidarea grupurilor de rezistență: ÚVOD
Mișcarea de rezistență care a existat în primii ani de război a fost sub conducerea președintelui cehoslovac Edvard Beneš, care, împreună cu František Moravec (șeful spionajului militar), din exilul de la Londra, au coordonat activitatea de rezistență. În condițiile luptei împotriva forțelor de ocupație germană, principalele grupuri de rezistență și-au întărit rândurile în Conducerea Centrală a Rezistenței Naționale, ori ÚVOD. Această organizație a funcționat ca intermediarul clandestin principal dintre Beneš și Protectorat, care a existat de-a lungul întegului an 1941. Scopul pe termen lung al organizației era de a funcționa ca un guvern din umbră, până când țara urma să fie eliberată de sub dominația nazistă. 
Cele mai importante trei grupuri de rezistență care au funcționat în cadrul au fost: Centrul Politic, (Politické ústředí, PÚ), Comitetul Petiției „Noi rămânem credincioși” (PVVZ), și Apărarea Națiunii (Obrana národa, ON). Aceste grupuri aveau o natură democratică și se opuneau celui de-al patulea grup de rezistență, cel al Partidului Comunist Cehoslovac (KSČ). Cei mai mulți membri ai celor trei mișcări erau foști ofițeri trecuți în rezervă din armata cehoslovacă. În 1941, ÚVOD și-a însușit platforma politică a grupului de stânga PVVZ, intitulat „Pentru libertate: în o nouă republică cehoslovacă”. În acest document, ÚVOD și-a proclamat credința în idealurile democratice ale fostului președinte Tomáš Masaryk, cerea proclamarea unei republici cu caracteristice socialiste și îi chema pe toți exilații să țină pasul cu progresele socialiste din țară. 
În plus față de asigurarea comunicațiilor dintre Londra și Praga, ÚVOD era responsabilă pentru transmiterea rapoartelor militare. A îndeplinit această sarcină prin folosirea unei stații secrete de radio, ale cărei emisiuni puteau fi recepționate de toată populația cehă. Însă de-a lungul timpului s-a dovedit că ÚVOD transmitea date inexacte, incomplete sau depășite. Uneori aceste informații erau în mod intenționat false. Beneš cerea uneori ÚVOD să dea rapoarte fals-optimiste despre situația militară, pentru a asigura creșterea moralului, sau pentru a motiva întărirea rezistenței antinaziste. 
În vreme ce ÚVOD servea ca principal sprijin al lui Beneš, organizația se depărta uneori de la linia lui politică. În vara anului 1941, ÚVOD a respins propunerile pentru expulzarea parțială a germanilor din Sudeți după încheierea războiului și a insistat în schimb pentru expulzarea lor totală. ÚVOD a reușit să-și impună punctul de vedere în această privință. 

## ÚVOD și comuniștii (KSČ)
Relația ÚVOD cu KSČ a fost un aspect important al funcționării zilnice a rezistenței, de vreme ce relațiile sovieto-cehe au devenit o parte centrală a eforturilor lor de luptă. Declanșarea invaziei germane în URSS din iunie 1941 a marcat punctul de cotitură în relațiile sovieto-cehe. Mai înainte de invazie, „principalul obiectiv al comuniștilor era oprirea războiului imperialist” și de multe ori comuniștii manifestau simpatie pentru muncitorii Reichului. După declanșarea războiului, rezistența a început să se bizuie pe sprijinul comunist atât în Cehoslovacia cât pe cel venit de la Moscova. Într-o emisiune de la Londra transmisă în eter via ÚVOD, Beneš și-a informat concetățenii că „relațiile dintre cele două state ale noastre s-a reîntors la situația de dinainte de München și la vechea prietenie”. 
De vreme ce KSČ nu era parte în mod oficial a ÚVOD și își păstrase independența organizațională, Conducerea Centrală a Rezistenței Naționale i-a chemat pe comuniști la realizarea unității de acțiune a tuturor grupurilor antiafasciste. Liderii comuniști au păstrat legături de parteneriat strânse cu ÚVOD, ajutând astfel la menținerea unor bune relații sovieto-cehe. Beneš a folosit mijlocirea liderilor KSČ pentru a aranja întâlniri la Moscova în vederea extinderii parteneriatului sovieto-ceh. Există unele dovezi conform cărora ÚVOD ar fi prevenit Moscova cu privire la iminența atacului german împotriva URSS-ului în aprilie 1941. În mai 1941, Beneš a primit informații cu privire la concentrarea de trupe germane la granițele sovietice. După cum a scris el în memoriile publicate după război, Beneš ar fi transmis imediat această informație americanilor, britanicilor și sovieticilor. Soarta KSČ a fost legată strâns de cea a ÚVOD. Cele două mișcări au fost desființate după asasinarea lui Reinhard Heydrich, și nu și-au mai revenit până în 1944. 

## Rezistența cehă și asasinarea lui Reinhard Heydrich
Faimosul act al rezistenței cehe, asasinarea lui Reinhard Heydrich de pe 27 mai 1942 a marcat în mod paradoxal sfârșitul rezistenței cehe și a ÚVOD. În multe privințe se poate aprecia că decesul ÚVOD a fost pecetluit după numirea lui Heydrich ca Reichsprotektor al Boemiei și Moraviei în toamna anului 1941. Până la sfârșitul lui septembrie, Heydrich reușise arestarea aproape a tuturor membrilor ÚVOD și întrerupsese aproape toate legăturile dintre rezistența cehă și Londra. 
Reacția naziștilor la asasinarea lui Heydrich este considerată ca fiind responsabilă de anihilarea după 1942 a oricărei mișcări clandestine antigermane cehe. Naziștii au executat o operațiune de pedepsire razând de pe suprafața pământului două sate: Lidice și Ležáky. În octombrie 1942 au fost condamnați la moarte de către tribunalele germane din Protectorat 1.331 oameni, 1.000 de evrei au fost trimiși direct de la Praga în lagărul de concentrare de la Mauthausen, alți 252 de cehi fiind trimiși la Mauthausen pentru implicarea în complotul asasinării lui Heydrich. Până la sfârșitul operațiunilor naziste, toți membrii ÚVOD au fost arestați. 
R.J. Crampton scria că, după asasinarea lui Heydrich nu au mai existat acte de rezistență vizibile, iar numărul de soldați pe cap de locuitor în Protectorat era doar cu puțin diferit de cel din însăși Germania. Mastný afirmă și el că: memoria colectivă a „Heydrichiádei”, cum numeau oamenii cumplitele zile care au urmat moartea tiranului, a fost o intimidare puternică a renașterii unei opozitii active. Prin moartea sa, Heydrich și-a îndeplinit ambiția sa de căpătâi – „pacificarea” Protectoratului. 